# 对氨基偶氮苯
对氨基偶氮苯是一种偶氮化合物，化学式为C12H11N3，是浅黄色易溶于乙醇的晶体，难溶于冷水。

## 制备
对氨基偶氮苯可以由苯胺的重氮化反应得到。

## 性质
将亚硝酸钠溶于浓硫酸，加入至对氨基偶氮苯（Ph-N=N-Ph-NH2）的浓硫酸溶液中，反应在10°C以下进行，得到重氮盐（Ph-N=N-Ph-N≡N+HSO−
4）。用20%碳酸钠水溶液调节pH在3至5之间，将2-氨基吡啶的水溶液加入至此酸性溶液中，得到2-吡啶重氮氨基偶氮苯（Ph-N=N-Ph-N=N-NH-py），用乙酸钠处理后重结晶得到产物。